# 荼蘼

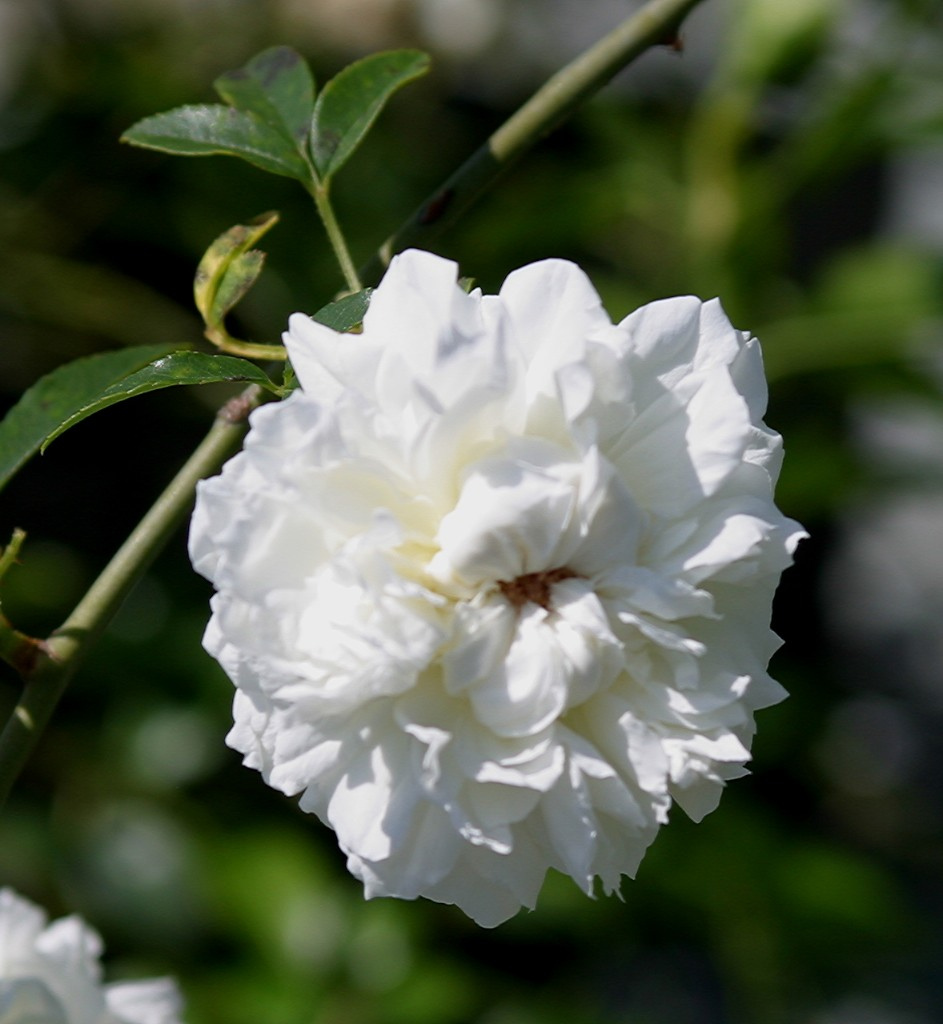
大花白木香

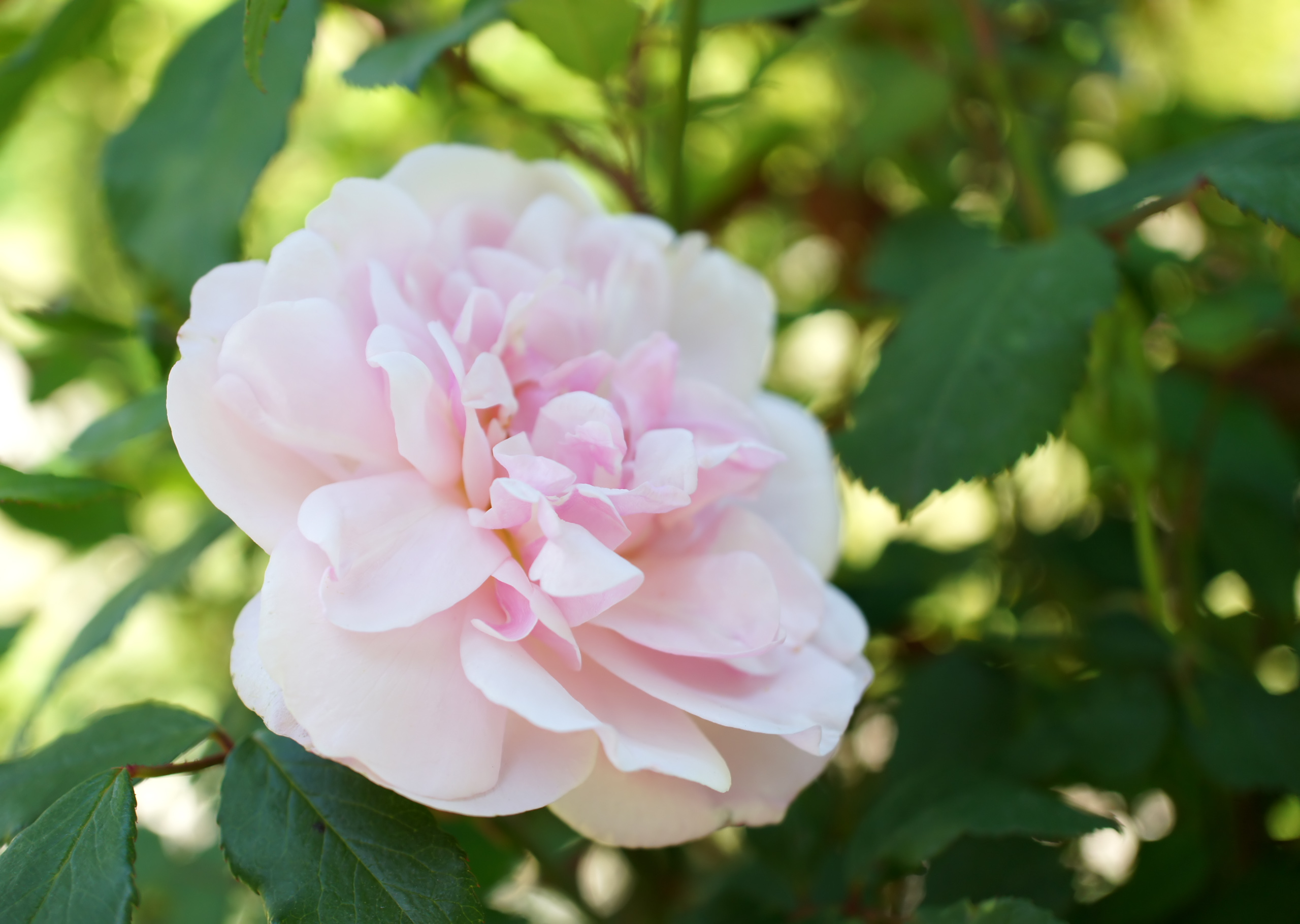
香水月季

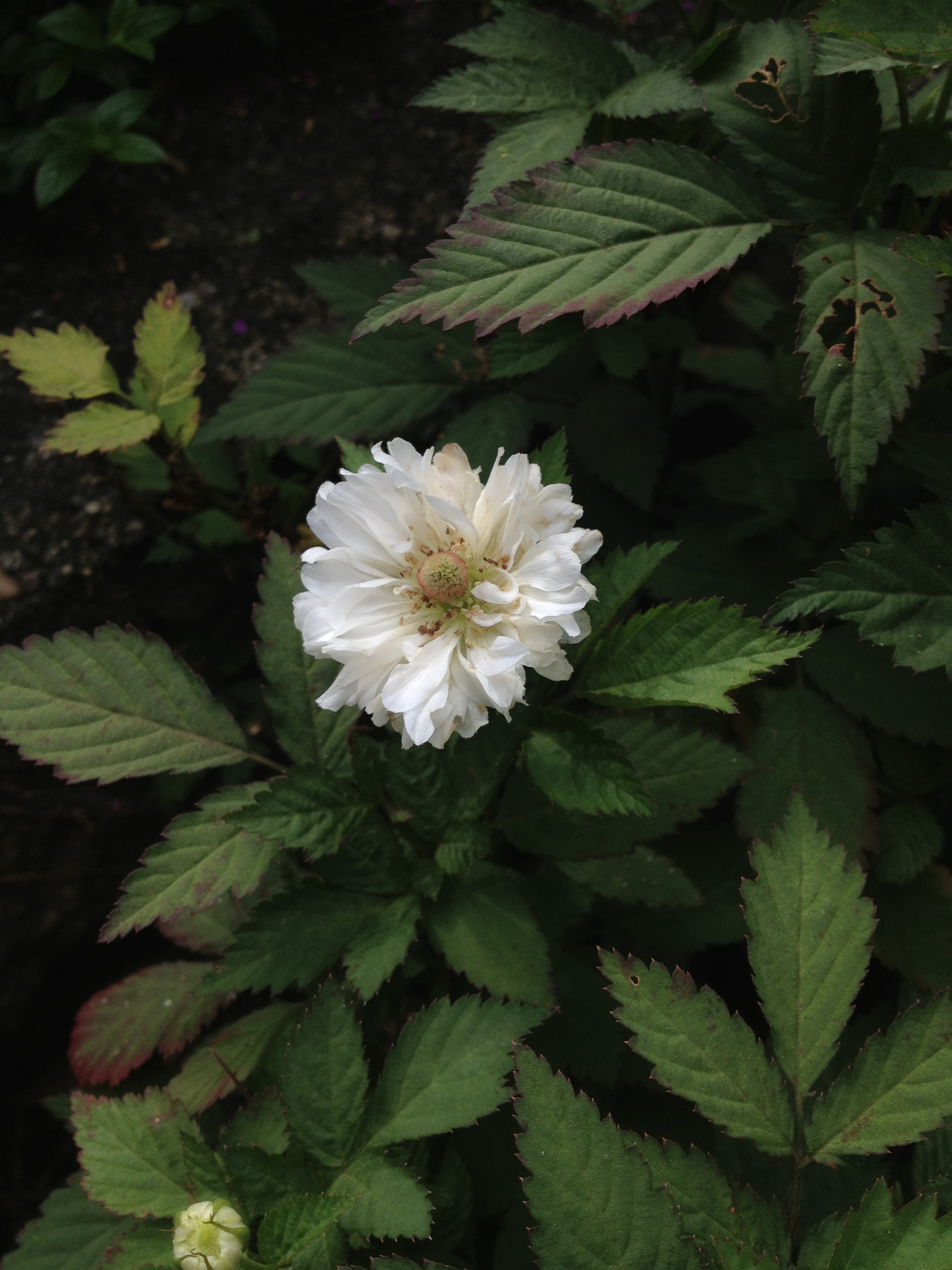
重瓣空心泡

荼蘼，亦作荼䕷、荼𧃲、荼薇、酴釄、酴醾、酴醿，是中国古代的花名，明代以前原本指蔷薇科薔薇屬的大花白木香，明代开始也指香水月季等同属植物。在日本，荼蘼则指同科的重瓣空心泡。

## 文学與成語
苏轼《酴醾花菩萨泉》诗：“酴醾不争春，寂寞开最晚。”宋代王淇的《春暮遊小園》詩：「一從梅粉褪殘粧，塗抹新紅上海棠，開到荼蘼花事了，絲絲天棘出莓牆」，「開到荼蘼花事了」意思是荼蘼花開時已屆初夏，春天已到盡頭，比喻某事已到尾聲。
《红楼梦》中，众女掣花籤，麝月拿到的那支正是荼蘼，象征了这个平凡不起眼，灵巧美丽不如晴雯，八面玲珑不如袭人的丫头却是能陪宝玉到最后的人。
佛典中也说它是天上开的花，白色而柔软，见此花者，恶自去除。
香港小說家亦舒著有小说《開到荼蘼》《花事了》；後影響到香港作詞家林夕寫了两首同名歌曲，均为歌手王菲演唱。
＜荼蘼架＞Tôo-bî-kè：為南管曲目

## 影視文化
在植劇場系列當中的《植劇場－荼蘼》，以荼蘼花來命名，象徵著「花開到盛就會結束，但花季會再來」的重來寓意。

## 延伸阅读
[在维基数据编辑]
 《欽定古今圖書集成·博物彙編·草木典·酴醾部》，出自陈梦雷《古今圖書集成》
 《植物名實圖考·酴醿》，出自吳其濬《植物名實圖考》